# Galloisiana sofiae
Galloisiana sofiae är en insektsart som beskrevs av Andrzej Szeptycki 1987. Galloisiana sofiae ingår i släktet Galloisiana och familjen Grylloblattidae. Inga underarter finns listade i Catalogue of Life.